# ناصف ساویریس
ناصف ساویریس (به عربی: ناصف ساويرس) (زاده ۱۹۶۱) کارآفرین، سرمایه‌دار و مدیر ارشد اجرایی مصری است که در حال حاضر به عنوان مدیر عامل اجرایی شرکت اوراسکام فعالیت می‌کند. اوراسکام در سال ۱۹۵۰ توسط انسی ساویریس (پدر ناصف) تأسیس شد.
ناصف ساویریس در سال ۲۰۱۳ با دارایی خالص ۶٫۷ میلیارد دلار، از سوی مجله فوربز به‌عنوان ثروتمندترین فرد مصر و چهارمین فرد ثروتمند آفریقا شناخته می شود. او همچنین مالک و مدیر عامل باشگاه استون ویلا می باشد.

## زندگی‌نامه
ناصف تحصیلات متوسط خود را در مدرسه متوسطه انجیلی آلمان در قاهره گذراند. وی سپس در دانشگاه شیکاگو ادامه تحصیل داد و در سال ۱۹۸۲ لیسانس اقتصاد را دریافت کرد.

## حرفه
طی سال ۱۹۸۲ وی دارای چندین مقام ارشد بوده‌است.